# Campionati mondiali di slittino 1978
I Campionati mondiali di slittino 1978, ventesima edizione della manifestazione organizzata dalla Federazione Internazionale Slittino, si tennero il 21 e 22 gennaio 1978 ad Imst, in Austria, sulla pista omonima, la stessa sulla quale si svolsero le competizioni iridate nel 1963; furono disputate gare in tre differenti specialità: nel singolo uomini ed in quello donne e nel doppio.
Vincitrice del medagliere fu la squadra sovietica, che conquistò il titolo nella prova femminile grazie a Vera Zozulja e nel doppio per merito di Dajnis Bremze ed Ajgars Krikis; nel singolo uomini la vittoria andò al rappresentante della nazionale italiana Paul Hildgartner, già campione nella specialità biposto ai mondiali del 1971. Grazie a questo risultato Hildgartner divenne il quarto slittinista capace di laurearsi campione mondiale sia nel singolo sia nel doppio, dopo il tedesco occidentale Fritz Nachmann ed i due tedeschi dell'Est Thomas Köhler ed Hans Rinn.

## Risultati

### Singolo uomini
La gara fu disputata su quattro manches nell'arco di due giorni e presero parte alla competizione 33 atleti in rappresentanza di 14 differenti nazioni; campione uscente era il tedesco orientale Hans Rinn, non presente a questa gara dei mondiali, ed il titolo fu conquistato dall'italiano Paul Hildgartner, già vincitore nel doppio del titolo iridato a Valdaora 1971 e di quello olimpico a Sapporo 1972, davanti al tedesco occidentale Anton Winkler, sul podio in questa specialità anche agli ultimi mondiali, ed all'austriaco Manfred Schmid, due volte campione del mondo nel doppio e campione olimpico a Grenoble 1968 nel singolo.
| Pos. | Atleti              | Nazione          | Tempo    | Distacco |
| ---- | ------------------- | ---------------- | -------- | -------- |
|      | Paul Hildgartner    | Italia           | 2'03"383 |          |
|      | Anton Winkler       | Germania Ovest   | 2'04"454 | +1"071   |
|      | Manfred Schmid      | Austria          | 2'04"564 | +1"181   |
| 4    | Dettlef Günther     | Germania Est     | 2'04"753 | +1"370   |
| 5    | Valerij Jakušin     | Unione Sovietica | 2'04"963 | +1"580   |
| 6    | Ernst Haspinger     | Italia           | 2'04"997 | +1"614   |
| 7    | Georg Fluckinger    | Austria          | N.D.     | N.D.     |
| 8    | Rudolf Schmid       | Austria          | N.D.     | N.D.     |
| 9    | Reinhold Sulzbacher | Austria          | N.D.     | N.D.     |
| 10   | Anton Wembacher     | Germania Ovest   | N.D.     | N.D.     |

### Singolo donne
La gara fu disputata su quattro manches nell'arco di due giorni e presero parte alla competizione 10 atlete in rappresentanza di 7 differenti nazioni; campionessa uscente era la tedesca orientale Margit Schumann, non presente a questa edizione dei mondiali, ed il titolo fu conquistato dalla sovietica Vera Zozulja, già medaglia d'argento nella precedente rassegna iridata, davanti alla tedesca occidentale Andrea Fendt ed all'austriaca Angelika Schafferer.
| Pos. | Atleti               | Nazione          | Tempo    | Distacco |
| ---- | -------------------- | ---------------- | -------- | -------- |
|      | Vera Zozulja         | Unione Sovietica | 1'49"160 |          |
|      | Andrea Fendt         | Germania Ovest   | 1'49"402 | +0"242   |
|      | Angelika Schafferer  | Austria          | 1'49"746 | +0"586   |
| 4    | Ilona Brand          | Germania Est     | 1'50"335 | +1"175   |
| 5    | Anna Maevskaja       | Unione Sovietica | 1'51"030 | +1"870   |
| 6    | Teresa Bugajczyk     | Polonia          | 1'51"447 | +2"287   |
| 7    | Mária Jasenčáková    | Cecoslovacchia   | N.D.     | N.D.     |
| 8    | Monika Auer          | Italia           | N.D.     | N.D.     |
| 9    | Elisabeth Demleitner | Germania Ovest   | N.D.     | N.D.     |
| 10   | Teresa Maziarz       | Polonia          | N.D.     | N.D.     |

### Doppio
La gara fu disputata su due manches nell'arco di un solo giorno e presero parte alla competizione 32 atleti in rappresentanza di 10 differenti nazioni; campioni uscenti erano i tedeschi orientali Hans Rinn e Norbert Hahn, che conclusero la prova al terzo posto, ed il titolo fu conquistato dai sovietici Dajnis Bremze ed Ajgars Krikis davanti ai connazionali Valerij Jakušin e Vladimir Šitov.
| Pos. | Atleti                               | Nazione          | Tempo   | Distacco |
| ---- | ------------------------------------ | ---------------- | ------- | -------- |
|      | Dajnis Bremze Ajgars Krikis          | Unione Sovietica | 1'13"05 |          |
|      | Valerij Jakušin Vladimir Šitov       | Unione Sovietica | 1'13"17 | +0"12    |
|      | Hans Rinn Norbert Hahn               | Germania Est     | 1'13"42 | +0"37    |
| 4    | Hans Brandner Balthasar Schwarm      | Germania Ovest   | 1'13"44 | +0"39    |
| 5    | Stefan Hölzlwimmer Rudolf Größwang   | Germania Ovest   | 1'13"45 | +0"40    |
| 6    | Bernd Hahn Ulrich Hahn               | Germania Est     | 1'13"48 | +0"43    |
| 7    | Manfred Schmid Karl Schrott          | Austria          | N.D.    | N.D.     |
| 8    | Jindřich Zeman Vladimír Resl         | Cecoslovacchia   | N.D.    | N.D.     |
| 9    | Günther Lemmerer Gerhard Sandbichler | Austria          | N.D.    | N.D.     |
| 10   | Ueli Schenkel Hans-Ueli Korrodi      | Svizzera         | N.D.    | N.D.     |

## Medagliere
| Posizione | Nazione          | Oro | Argento | Bronzo | Totale |
| --------- | ---------------- | --- | ------- | ------ | ------ |
| 1         | Unione Sovietica | 2   | 1       | 0      | 3      |
| 2         | Italia           | 1   | 0       | 0      | 1      |
| 3         | Germania Ovest   | 0   | 2       | 0      | 2      |
| 4         | Austria          | 0   | 0       | 2      | 2      |
| 5         | Germania Est     | 0   | 0       | 1      | 1      |
| Totale    | Totale           | 3   | 3       | 3      | 9      |